# Robert Thomas Wilson
Pour les articles homonymes, voir Robert Wilson, Thomas Wilson (homonymie) et Wilson.
Robert Thomas Wilson, né le 17 août 1777 à Londres et mort le 9 mai 1849 dans la même ville, est un homme politique et militaire britannique qui a combattu dans les guerres de la Révolution et de l'Empire, notamment dans la guerre d'Espagne, et servi comme officier de liaison auprès de l'armée prussienne et de l'armée russe. 
Il est particulièrement connu pour avoir été celui qui aurait dénoncé l'attitude de Bonaparte en 1797 à Jaffa, ayant fait massacrer 3000 prisonniers et abandonné ses soldats atteints de la peste. Il se signalera ensuite en 1816, participant activement à la fuite de Antoine Marie Chamans de Lavalette ministre des postes de Napoléon, condamné à mort par la Seconde Restauration. 
Il rencontra à Londres, en 1817, l'ex huissier de Napoléon, Jean-Noël Santini, expulsé de Sainte-Hélène et porteur d'une mission de l'Empereur. Ce fut lui qui le présenta au lord Holland, qui fit publier la longue lettre de l'Empereur protestant sur ses conditions de vie à Sainte-Hélène.
À Sainte-Hélène l'Empereur eut ces mots : « Si Wilson, lui-même n'avait pas été convaincu de la fausseté des renseignements qu'il avait recueillis, pensez-vous qu'il aurait aidé Lavalette à sortir de prison ? ». À partir de 1818, il a siégé à la Chambre des communes. Il fut gouverneur de Gibraltar d'octobre 1842 à décembre 1848.

## Œuvres
- (en) Robert Thomas Wilson, History of the British Expedition to Egypt, London (1re éd. 1803) (ISBN 1402162200, lire en ligne)
- (en) Brief Remarks on the Character and Composition of the Russian Army, London, 1810 (ISBN 1377479544, lire en ligne)
- (en) Narrative of Events During the Invasion of Russia by Napoleon Bonaparte, London (1re éd. 1812) (ISBN 1230459405, lire en ligne)
- (en) The Great Game - Vol. 4 - A Sketch of the Military and Political Power of Russia, London, Routledge (réimpr. 2004) (1re éd. 1817) (ISBN 1145463460, lire en ligne)